# Splitska
Splitska (italsky Porta di Spalato) je vesnice a přímořské letovisko v Chorvatsku ve Splitsko-dalmatské župě, nacházející se na severu ostrova Brač, spadající pod opčinu města Supetar, od něhož se nachází 4 km východně. V roce 2011 zde žilo celkem 368 obyvatel. V roce 1991 většinu obyvatelstva (90,07 %) tvořili Chorvati.
Sousedními vesnicemi jsou Postira a Škrip, sousedním městem Supetar.